# 増福寺 (板橋区)
増福寺（ぞうふくじ）は、東京都板橋区にある曹洞宗の寺院。

## 概要
1631年（寛永8年）、松月院第9世住職大蓑順高大和尚によって開山された。独立した寺院というよりは松月院の隠寮寺（住職隠居用の寺）であり、第24世まで続いていたが、戦後の農地改革により収入源を失ったため、廃寺に追い込まれた。
1977年（昭和52年）、松月院の協力の下で中興された。堂宇もその時に新築された。廃寺で離散した檀家も戻り、旧に復しつつある。

## 寺宝等
- 釈迦如来像（本尊）

## 交通アクセス
- 下赤塚駅より徒歩15分。